# Isonychus oblongomaculatus
Isonychus oblongomaculatus är en skalbaggsart som beskrevs av Moser 1921. Isonychus oblongomaculatus ingår i släktet Isonychus och familjen Melolonthidae. Inga underarter finns listade i Catalogue of Life.